# دانيل تسيبلاكوف
دانييل الكسندروفيك Tsyplakov ((بالروسية: Даниил Александрович Цыплаков)‏; ولد في 29 تموز 1992 في كومسومولسك-نا-أموري، خاباروفسك كراي، روسيا) هو رياضي روسي ينافس في الوثب العالي.

## السيرة
ولد في خاباروفسك كراي, Tsyplakov الدولي الأول الميدالية جاء في 2009 بطولة العالم للشباب في ألعاب القوى ، حيث انه مسح أفضل شخصية من 2.172.17 م (7 قدم 1 1⁄4 بوصة) أن تأخذ الميدالية البرونزية. لقد تحسنت في عام 2009 أولمبياد الشباب الأوروبي، تتصدر المنصة مع قفزة من 2.212.21 م (7 قدم 3 بوصة). لقد عادلت أفضل للفوز 2010 الروسية صغار العنوان ولكن كان الاداء الضعيف في العالم عام 2010 بطولة للناشئين في ألعاب القوى ، وإدارة فقط 2.05 م. قفز أفضل من 2.262.26 م (7 قدم 4 3⁄4 بوصة) كما الوصيف في روسيا بطولة للناشئين في العام التالي، ولكن كان المكان ميدالية في عام 2011 الأوروبية لألعاب القوى بطولة للناشئين ، مع المركز الرابع. تسليط الضوء من موسم 2012 كان أفضل شخصية من 2.312.31 م (7 قدم 6 3⁄4 بوصة) أن تأخذ المركز السادس على الروسي لألعاب القوى بطولة.
Tsyplakov بأول الآثار في الرتب العليا في موسم 2013. داخلي أفضل من 2.302.30 م (7 قدم 6 1⁄2 بوصة) أحضر له ثالث في روسيا في بطولة داخلي. في الدائرة كان الثاني على العد إلى بوهدان بوندارينكو في موسكو التحدي وجاء الثالث في Athletissima لقاء مع القفز من 2.302.30 م (7 قدم 6 1⁄2 بوصة). حصل على الميدالية الفضية في الوثب العالي في عام 2013 لالعاب القوى الأوروبية U23 بطولةالوصيف Douwe Amels على العد إلى الوراء، وكان الثالث في بطولة الروسية في وقت لاحق من ذلك العام.
أداء 2.342.34 م (7 قدم 8 بوصة) في 2014 الروسي في بطولة داخلي شهد له في المركز الثاني إلى إيفان Ukhov وحصل له بقعة 2014 لألعاب القوى بطولة العالم داخل قاعة.

## وصلات خارجية
- دانيل تسيبلاكوف على موقع الاتحاد الدولي لألعاب القوى (الإنجليزية)
- دانيل تسيبلاكوف على موقع الدوري الماسي (الإنجليزية)